# Kruki (gromada)
Kruki – dawna gromada, czyli najmniejsza jednostka podziału terytorialnego Polskiej Rzeczypospolitej Ludowej w latach 1954–1972.
Gromady, z gromadzkimi radami narodowymi (GRN) jako organami władzy najniższego stopnia na wsi, funkcjonowały od reformy reorganizującej administrację wiejską przeprowadzonej jesienią 1954 do momentu ich zniesienia z dniem 1 stycznia 1973, tym samym wypierając organizację gminną w latach 1954–1972.
Gromadę Kruki z siedzibą GRN w Krukach utworzono – jako jedną z 8759 gromad na obszarze Polski – w powiecie kutnowskim w woj. łódzkim, na mocy uchwały nr 30/54 WRN w Łodzi z dnia 4 października 1954. W skład jednostki weszły obszary dotychczasowych gromad Buszkówek, Chochołów, Garbie, Kruki, Tretki i Zagroby ze zniesionej gminy Dobrzelin w powiecie kutnowskim (woj. łódzkie) oraz parcelacja Sędki z dotychczasowej gromady Luszyn ze zniesionej gminy Pacyna w powiecie gostynińskim w woj. warszawskim. Dla gromady ustalono 15 członków gromadzkiej rady narodowej.
Gromadę zniesiono 31 grudnia 1961, a jej obszar włączono do nowo utworzonej gromady Biała.